# Otakar Svoboda (politik)
Otakar Svoboda (24. října 1880 Dvorce u Lysé nad Labem – 14. června 1930 České Budějovice) byl československý politik, meziválečný poslanec Národního shromáždění za Československou stranu národně socialistickou a starosta Českých Budějovic.

## Biografie
Původním povoláním byl truhlář, později úředník. V Českých Budějovicích se stal ředitelem Okresní nemocenské pojišťovny. Redigoval krajinský list Stráž lidu. V letech 1898–1905 působil ve Vídni. V roce 1910 byl odsouzen na 13 měsíců do těžkého žaláře za účast na antimilitaristickém hnutí.
V říjnu 1918 byl jednatelem Národního výboru, který ve městě přejímal moc jménem nového československého státu. Po komunálních volbách roku 1919 se stal starostou Českých Budějovic. Funkci zastával v letech 1919-1923, pak byl členem městské rady a místostarostou. Stál také v čele městské spořitelny.
V parlamentních volbách v roce 1929 získal poslanecké křeslo v Národním shromáždění.
Povoláním byl podle údajů z roku 1930 úředníkem a náměstkem starosty Českých Budějovic.
Zemřel náhle v červnu 1930, raněn mrtvicí. Do poslední chvíle se cítil zdravotně v pořádku a ještě v den svého úmrtí měl odjet na služební cestu. Pochován je na hřbitově svaté Otýlie (hrobky II, č. 14) v Českých Budějovicích. Po smrti jeho poslanecký post zaujal Josef Tůma.